# Gert Fritz Unger
Gert Fritz Unger (23. března 1921 Vratislav – 3. srpna 2005 Weilburg) byl německý spisovatel, autor románů o Divokém západě.

## Život
Unger se vyučil obráběčem kovu a poté navštěvoval strojní a námořní školu. Během svého mládí se stal v roce 1938 německým mládežnickým šampionem v plavání a v roce 1943 námořním šampionem na 100 m volný způsob. S těmito dobrými fyzickými a technickými předpoklady a kvůli – podle jeho vlastního prohlášení – svůdné nacionálně socialistické propagandě se Unger po vypuknutí druhé světové války dobrovolně přihlásil k vojenské službě v německých ponorkových silách jako mechanik torpéd a byl zajat Brity.
Po návratu do Německa se Unger přestěhoval do Porúří a zpočátku pracoval jako montér v Gelsenkirchenu. V letech 1946 až 1950 byl jako stavbyvedoucí odpovědný za velké projekty pro globální společnost Siemens.
V roce 1949 se Unger zúčastnil soutěže pořádané Norddeutscher Rundfunk a vyhrál první cenu za příspěvek do kriminální rozhlasové hry Fortsetzung folgt, poté začal ve volném čase psát romány, postupně se soustředil zejména na westerny . Zpočátku psal Unger námořní dobrodružné povídky inspirované jeho působením v námořnictvu . Na žádost svého vydavatele dal na papír svůj první western. Od roku 1951 se na plný úvazek věnoval psaní. V roce 1960 se Unger přestěhoval z Porúří do Weilburgu v Hesensku. Od roku 1972 vydávalo Bastei-Verlag jeho romány, včetně série westernových bestsellerů G. F. Ungera s obálkami od španělského malíře Vicente B. Ballestara.
Na vrcholu své činnosti psal Unger téměř každý týden nový román, později tento počet klesl na šest nových románů ročně, tyto vždy nejprve vycházely v brožované vazbě, než byly přetištěny v časopiseckých románech. Zemřel 3. srpna 2005 ve věku 84 let po krátké těžké nemoci.
Po Ungerově smrti vydal Bastei-Verlag ještě deset brožovaných „Nových románů“, a žádný z nich neobsahoval zmínku o autorově smrti. Všechno to byly rukopisy, které Unger dokončil před svou smrtí.
Gert F. Unger byl protestant, od roku 1947 ženatý s Adeline Ungerovou, rozenou Frimuthovou, měl dvě děti (Klause a Jürgena).

## Dílo
Díla Gerta F. Ungera vycházely v různých nakladatelstvích. Podařilo se mu výrazně prosadit na trhu s paperbacky.
Celkem napsal asi 742 westernů. V Česku vycházely sešitově v nakladatelství MOBA.
Kromě svého skutečného jména používal G. F Unger různé pseudonymy jako G. F. Bucket nebo A. F. Peters.
Díky vysokému celkovému nákladu svých děl se stal nejúspěšnějším německy píšícím západním autorem a zároveň byl jedním z mála autorů westernů, jejichž díla vyšla jako překlady v USA. Celkem vyšlo asi 742 románů ve více než 300 milionech kopií.
Ungerovy romány jsou buď vyprávěny ve třetí osobě v přítomném čase, nebo v první osobě v minulém čase. Jeho příběhy sledují kovboje jako protagonisty, kteří brání a udržují čest . Podle Ungerova chápání je western „osamělý boj jediného muže proti osudu“.
Podle jeho vlastních vyjádření patřili k Ungerovým literárním vzorům Mark Twain, Jack London a Louis L'Amour.
- Unger, Gert F. V: Walter Habel (ed.) : Kdo je kdo? Němec kdo je kdo. 24. Výstup. Schmidt-Römhild, Lübeck 1985, ISBN 3-7950-2005-0, s. 1272.